# حامد محمدی
حامد محمدی (زادهٔ ۱۳۵۸) کارگردان و فیلمنامه‌نویس ایرانی است. او دارنده مدرک لیسانس حقوق بین‌الملل از دانشگاه تهران است. محمدی در فیلم مارمولک که در سال ۱۳۸۲ به کارگردانی کمال تبریزی و تهیه‌کنندگی منوچهر محمدی ساخته شد، در سمت جانشین تهیه‌کننده حضور داشت. او در مقام نویسنده، فعالیت سینماییش را از سال ۱۳۸۷ با فیلم طلا و مس آغاز کرد. فیلمنامهٔ طلا و مس در جشنوارهٔ فیلم فجر و در جشن سینمای ایران نامزد جایزهٔ بهترین فیلمنامه شد و در جشن سینمایی حافظ (جشن خانه سینما) در آن سال تندیس حافظ برای بهترین فیلمنامه را دریافت کرد. فیلمنامهٔ طلا و مس در سال ۱۳۸۸ توسط انتشارات کتاب نیستان منتشر شد. فیلمنامهٔ بعدی او به نام حوض نقاشی در سال ۱۳۹۱ به کارگردانی مازیار میری ساخته شد. او در سال ۱۳۹۲ اولین فیلم خود به نام فرشته‌ها با هم می‌آیند را کارگردانی کرد. او تاکنون چند فیلم سینمایی دیگر و یک مجموعهٔ تلویزیونی کارگردانی کرده و یک مجموعهٔ نمایش خانگی در دست تولید دارد.
از محمدی دو مجموعه داستان کوتاه به نام‌های شش و سی و دو دقیقه میدان تجریش و عاشقی روی خط عابر پیاده منتشر شده‌است. مجموعهٔ نمایش خانگی او، قبله عالم در ۲۱ مهر ۱۴۰۰ توقیف شد.

## آثار

### فیلم‌های سینمایی
| فیلم‌های سینمایی      | سال تولید | کارگردان | فیلمنامه‌نویس | جوایز و نامزدی‌ها |
| -------------------- | --------- | -------- | ------------ | --- |
| چپ راست              | ۱۳۹۸      | ✓        | ✓            | - |
| چهار انگشت           | ۱۳۹۶      | ✓        | ✓            | - |
| اکسیدان              | ۱۳۹۵      | ✓        | ✓            | - |
| فرشته‌ها با هم می‌آیند | ۱۳۹۲      | ✓        | ✓            | - |
| حوض نقاشی            | ۱۳۹۱      | Х        | ✓            | - |
| طلا و مس             | ۱۳۸۷      | Х        | ✓            | نامزد سیمرغ بلورین بهترین فیلمنامه جشنواره فجر نامزد تندیس بهترین فیلمنامه جشن سینمای ایران برندهٔ تندیس حافظ در بخش بهترین فیلمنامه در جشن دنیای تصویر |

### مجموعه‌های تلویزیونی
| مجموعه‌های تلویزیونی | سال تولید | کارگردان | فیلمنامه‌نویس | جوایز و نامزدی‌ها |
| ------------------- | --------- | -------- | ------------ | ---------------- |
| زعفرانی             | ۱۳۹۵      | ✓        | ✓            | -                |

### مجموعه‌های نمایش خانگی
| مجموعه‌های نمایش خانگی | سال تولید | کارگردان | فیلمنامه‌نویس | جوایز و نامزدی‌ها |
| --------------------- | --------- | -------- | ------------ | ---------------- |
| قبله عالم             | ۱۴۰۰      | ✓        | ✓            | -                |

### آثار چاپ شده
| نام                            | نوع                 | سال انتشار | ناشر        |
| ------------------------------ | ------------------- | ---------- | ----------- |
| شش و سی و دو دقیقه میدان تجریش | مجموعه داستان کوتاه | ۱۳۹۱       | کتاب نیستان |
| چشمانی به رنگ زیتون            | فیلمنامه            | ۱۳۹۱       | کتاب نیستان |
| عاشقی روی خط عابر پیاده        | مجموعه داستان کوتاه | ۱۳۹۰       | کتاب نیستان |
| طلا و مس                       | فیلمنامه            | ۱۳۸۸       | کتاب نیستان |